# Excàlibur
|  | Aquest article tracta sobre l'espasa llegendària. Vegeu-ne altres significats a «Excàlibur (desambiguació)». |

Excàlibur és l'espasa llegendària del rei Artús, a la qual se li han donat certes propietats extraordinàries al llarg de moltes versions del mite i de diverses històries i narracions. A partir de les narracions de ficció basades en el mític personatge del rei Artús, l'espasa Excàlibur té diverses històries associades.

## Nom
Originàriament va ser anomenada amb altres noms com: Caliburnus (llatí), en els escrits de Geoffrey de Monmouth; i Caledfwlch, en antigues narracions gal·leses com Culhwch i Olwen. El nom es compon dels mots gal·lesos caled, 'dur' i bwlch, 'fenedura, bretxa, esquerda', i està relacionat amb l'irlandès antic Caladbolg ('fenedura dura') o Caladcholg ('fulla dura'). Pel que fa a les altres llengües britòniques, l'espasa es coneix en còrnic com a Calesvol i, en bretó, Kaledvoulc'h.

## Llegenda

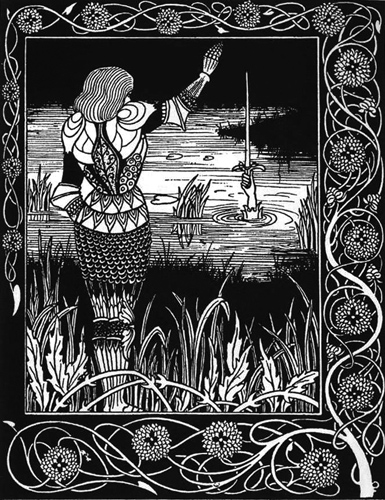
Bedivere llençant la mítica espasa a l'aigua (il·lustració de 1894)

### L'obtenció d'Excàlibur
Hi ha diverses històries de com Artús va aconseguir l'espasa mítica. Geoffrey de Monmouth només diu que va ser forjada a Avalon, sense donar-ne més detalls. Al cicle de la Vulgata, s'explica que Artús rep l'espasa d'una nimfa anomenada la Dama del Llac, mentre que ha arribat fins als nostres dies una altra història, més estesa però que d'acord amb els primers escrits era l'original, en què s'explica que Artús va aconseguir l'Excàlibur traient-la d'una pedra, i que l'espasa va ser forjada per Merlí.

### La desaparició d'Excàlibur
El relat més acceptat és aquell en què Artús, mig morint-se, ordena a un dels seus cavallers que llanci l'espasa a un estany encantat. Aquest cavaller, que primer va desobeir encara que després va acceptar l'ordre a contracor, és anomenat Girflet, Bedivere, Lancelot o Perceval, d'acord amb aquesta narració.
Quan el cavaller havia llançat l'espasa a l'estany, una mà va sortir de la superfície de l'aigua, agafà l'espasa i després desaparegué a les fondàries de l'estany.

## Espases màgiques en la Matèria de Bretanya
Existeix una traducció clàssica al català anomenada La questa del sant Grasal que circulava per allà el 1362: "lo libre de Lançalot qui és escrit en lengua catalana", i "lo libre de Lançalot, de pergamí, escrit en cathala". (A. Rubió i Lluch, Documents per la història de la cultura catalana medieval, ed. Albert Balcells-Albert Hauf, 2 vols., Barcelona, Institut d'Estudis Catalans, 2000, vol. I. núm. CCIV i CCV). En aquesta versió, Galeàs rep fins a tres espases de virtut. En l'aventura del Siti Perilos (seient perillós) Galeàs obté l'espasa de l'Esglaó Flotant (que era de marbre varmal, el mateix color que lluïa Galeàs caveler tot armat dunes armes varmales), que més tard la regalarà a Perceval.
La segona és l'espasa de l'Estany Taalí, amb un pom policromat on cada color denota una virtut (pedra qui a en si totes les colos que hom puxa trobar, e quascuna de les colos avia virtud). Aquesta espasa només la pot posseir el millor cavaller (si el no as milor caveler del mon) i virtuós (pus de bonayre). La beina de l'espasa té nom propi (foure a nom De Sanch) i està feta de pells de dos animals que remeten a Crist: un serpent capaç de reduir la calor (el no aura paor de gran calor ni par forsa ni per trebal que fase, ans as tots yorns amasurable) i un peix (paxo) que el dota d'invulnerabilitat. Per acabar, l'Espasa Trencada revela que Galeàs és l'únic que pot soldar-ne els trossos (acosta la tros ab altre e mantinent se soldaren les peses). La capacitat curativa del cavaller permet salvar el seu avi malalt (Galeas vanch mantinent a le lansa que yaya sobre laltar e si tocha a le sanch e puyxs va el Rey e si li unta les plagas, hi el se leva mantinent alegra del lit), i finalment regalarà l'espasa al seu oncle Baorts de Gaunes quan la seva questa espiritual s'ha completat.

## Pel·lícula
L'espasa dona nom a la pel·lícula Excàlibur, que tracta del rei Artús i les seves aventures, dirigida el 1981 per John Boorman, bo i que també és mencionada en una altra pel·lícula com Merlí (1998), del director Steve Barron, que fa al·lusió en gran part al cicle de la Vulgata.